# Alok Vaid-Menon
Alok Vaid-Menon (geb. 1. Juli 1991) ist eine nichtbinäre Person aus den USA, die Bücher veröffentlicht und Performance-Kunst macht, meist unter dem Namen ALOK. Alok nutzt im Englischen das geschlechtsneutrale Pronomen they.
Alok nutzt für die eigene Kunst Poesie, Comedy, Performance, Lesungen, Klangkunst, Modedesign, Selbstporträts und Social Media. Mit der eigenen Kunst ergründet Alok Themen wie Geschlecht, „Race“, Trauma, Zugehörigkeit und die Conditio humana. Aloks Kunst widmet sich dem Kampf gegen einschränkende Geschlechternormen und Gewalt gegen Trans- und nicht genderkonforme Personen. Alok setzt sich für körperliche Vielfalt, Geschlechterneutralität und Selbstbestimmungsrechte ein. Aloks Performances konnten bisher in über 40 Ländern besucht werden.

## Leben und Ausbildung
Vaid-Menon wuchs in College Station, Texas, als Kind von immigrierten Malayali und Punjabis auf. Urvashi Vaid war Aloks Tante.
In der Kindheit wurde Vaid-Menon gemobbt, besonders aufgrund der eigenen sexuellen- und Geschlechtsidentität. Zentrale Themen sind immer wieder die allgemeinen und eigenen Schwierigkeiten des inneren und äußeren Coming-outs als gender non-conforming Person. Alok bildete ein Selbstbild der eigenen Geschlechtsidentität heraus, als Alok sich für das eigene Anderssein von anderen be- und verurteilt wurde.
Alok entdeckte in der Jugend die Kunst für sich als Antwort auf die Schikanen und hat in einem Interview die Kunst als „Erlaubnis zu Leben“ und als „Ort, um die eigene Angst zu kanalisieren“ bezeichnet. Alok begann Poesie und Modedesign zu nutzen, um die Vorannahmen anderer Menschen zu stören, Scham zu hinterfragen und sich unter den eigenen Vorstellungen und Bedingungen in der Öffentlichkeit zu präsentieren. Da Alok um die eigene Sicherheit fürchtete, veröffentlichte Alok die eigene Kunst nur online und präsentierte sich im Alltag zunächst nicht der eigenen Geschlechtsidentität entsprechend. Die Online-Veröffentlichungen der Kunst brachte Alok einige unterstützende und positive Rückmeldungen ein.

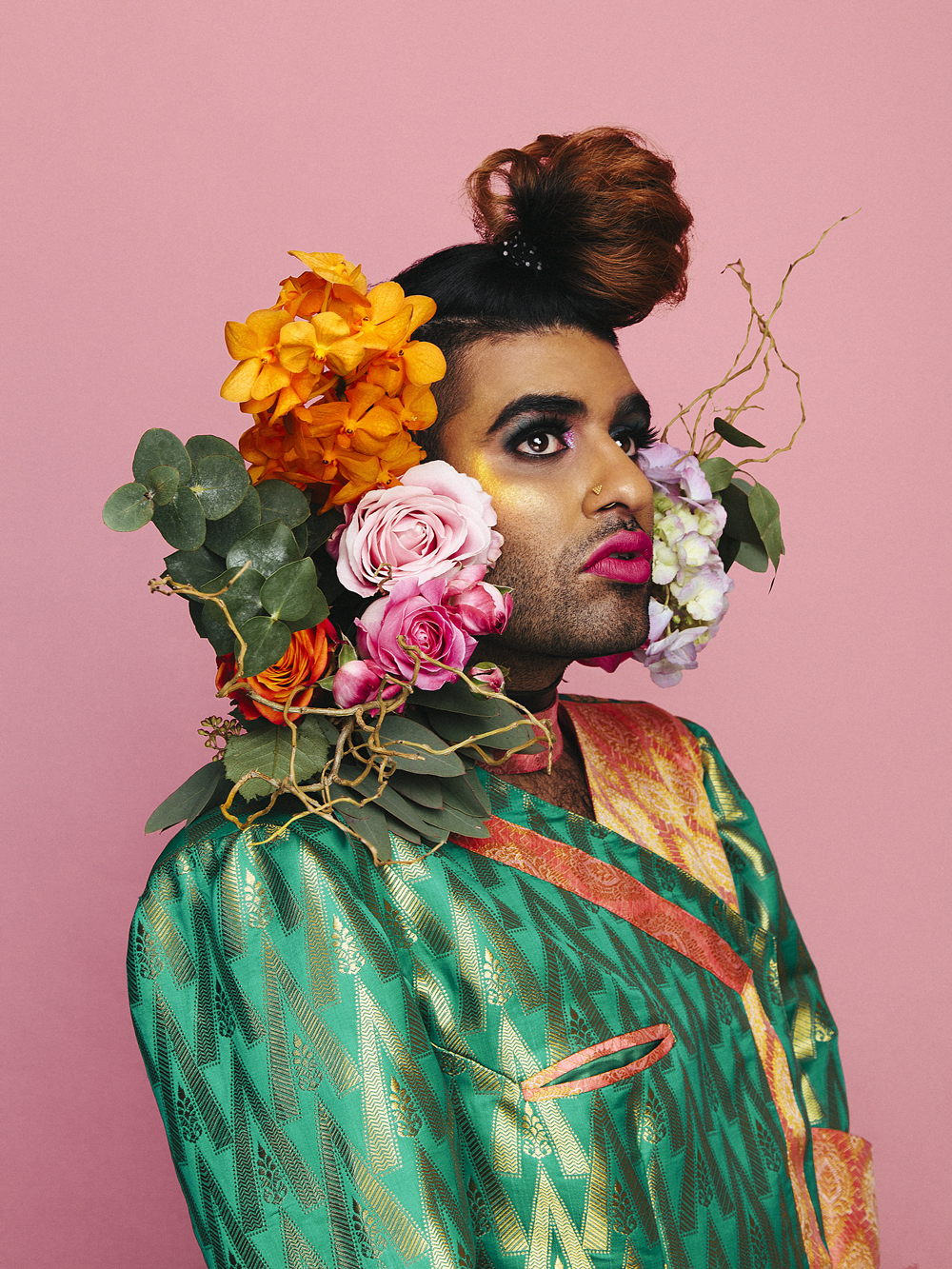
Alok Vaid-Menon in eigener Kleidung mit Blumenschmuck im Haar (2018)

Nach dem Wegzug aus Texas studierte Alok an der Stanford University und graduierte dort 2013 in Feminist, Gender and Sexuality Studies. Alok war dort auch Teil des Stanford Spoken Word Collective.
2019 veranstaltete Alok in College Station eine Pride-Veranstaltung mit der lokalen queeren Community zu Ehren des 50. Jahrestages der Stonewall-Proteste.
 Persönliches
Alok identifiziert sich als gender non-conforming und transfeminin. Als Pronomen verwendet Alok das geschlechtsneutrale they.

## Karriere

### Performance
Aloks Performance-Stil umfasst Poesie, Sprachspiele, Ideenströme, Klanglandschaften, politische Comedy und eine große emotionale Bandbreite. Aloks Stil und Identität sind ständigem Wandel unterlegen und verweigern sich einer einfachen Kategorisierung. Für Alok ist Performancekunst einer der wenigen Bereiche, in dem Menschen echt, oder ganz sie selbst sein können. Es geht Alok dabei darum, eine Welt zu erschaffen, in der das Publikum in Beziehung treten kann; im Kontext von Verletzlichkeit, wechselseitigen Beziehungen, spielerischem Zugang und Magie. Für Alok besteht die Kraft der Performance gerade darin, dass sie vergänglich ist und nie wieder auf dieselbe Weise durchgeführt werden kann. Alok nutzt Performance auch als pädagogische Methode, um Theorien, wissenschaftliche Erkenntnisse und Geschichten über marginalisierte Personen und Gruppen zu vermitteln.
Einige Themen tauchen in Aloks Arbeit immer wieder auf. Wiederkehrende Elemente sind die Dynamik der Transmisogynie, anhaltenden Angriffe auf transgeschlechtliche und nicht genderkonforme Personen und die Darstellung von Transpersonen und nicht genderkonforme Menschen. All das deckt Alok auf, reflektiert es und präsentiert Vorschläge zur Veränderung. 2017 veröffentlichte Alok den ersten eigenen Gedichtband Femme in Public, eine Betrachtung der Belästigung transfemininer Menschen. Mit diesem Buch tourte Alok um die Welt und schloss sich jeweils mit lokalen Trans-Kunstschaffenden und Organisationen zusammen, um sich für Gerechtigkeit für trans Personen einzusetzen. In einem Vice-Interview sagte Alok, die Mehrheit der Menschen glaube nach wie vor, Trans beziehe sich auf das Aussehen, und nicht auf das „wer wir sind“. Trans Personen würden auf das Spektakel ihres Aussehens reduziert. Da es eine lange Geschichte der Reduzierung von transfemininen Körpern auf deren Symbolhaftigkeit und als Stellvertretung bzw. Metapher für Fantasien und Albträume gibt, setzt sich Alok auch aktivistisch dafür ein, dass transfeminine Personen in ihrem Menschsein gesehen werden. Alok macht außerdem auf die Tatsache aufmerksam, dass nicht genderkonforme Menschen zwar in der Öffentlichkeit sichtbar sind, weil sie auffallen, sie aber auf Pride-Märschen der Mainstream LGBT-Bewegung eher vernachlässigt werden.
Eines der selbstgewählten aktivistischen Themenfelder nennt Alok „die internationale Krise der Einsamkeit“, gegen die Alok mit den eigenen Performances öffentliche Räume für die Verarbeitung von Schmerz und bedeutsame Begegnungen schafft. Dazu gehören auch die Neukonzipierung und der Einsatz von Technologie als Mittel zur Förderung von Intimität. Im Jahr 2019 war Alok Artist-in-Residence im Invisible Dog Art Center, wo Alok ein Stück mit dem Titel „Strangers are Potential Friends“ aufführte und ein „Valentine’s Cry-In“ veranstaltete, um einen Raum für öffentliche Trauer zu schaffen und alternative Formen von Intimität und gegenseitiger Abhängigkeit zu erkunden. Alok leitet weltweit „Gefühls-Workshops“, um transformative Formen des Umgangs mit uns selbst und anderen zu entwickeln und emotionale Gerechtigkeit und Wohlbefinden zu fördern.
Westlicher Rationalismus und reduktionistische Kategorien gehören zu den Themen, die in Aloks Performances in Frage gestellt werden. Als Kontrast wird über die Komplexität der Welt im Allgemeinen und einzelner Personen im Speziellen gesprochen. Alok möchte Werke und Beziehungsformen schaffen, bei denen es weniger darum geht, verstanden zu werden, sondern mehr darum, gefühlt zu werden, weil Kunst einer der Bereiche ist, in dem wir der Wahrheit am Nächsten kommen können. In einem Interview mit der Chicago Tribune sagte Alok, das Problem mit Kategorien sei, dass etwas so Besonderes wie ein Mensch auf ein Wort reduziert werde. Worte könnten immer nur eine Annäherung an die Wahrheit sein, doch Kunst sei der Bereich dem wir uns zuwenden, wenn wir die Wahrheit entdecken wollten. Alok hat in den eigenen Kunstwerken viele Transpersonen abgebildet, beschreibt die Veranschaulichung von Geschlecht in Kunstwerken aber als komplex. Neben Fotografie arbeitete Alok auch mit Poesie, entwirft eine Bekleidungslinie und erstellt Videos, die die Komplexität von Geschlecht erklären und andere ermutigen sollen.
In einer Gesprächsrunde zum Einfluss von Schönheit und Diskriminierung auf die eigene Kunst sprach Alok davon, oft als hässlich bezeichnet zu werden und dies seither bewusst in den eigenen Kunstwerken zu thematisieren. Alok beschreibt Vorstellungen von Schönheit als grausame Anordnung von Regeln und Normen, die befolgt werden müssen und hinterfragt, wie sich diese verändern müssten, damit queere Mode mehr Beachtung und Respekt erhält. Für Alok geh es bei Geschlechtsneutralität in der Mpde vor allem um die Schaffung von Möglichkeiten, und nicht direkt um das Geschlecht. Auch im Buch Beyond the Gender Binary („Jenseits der binären Geschlechterordnung“) widmet sich Alok der Frage, warum Menschen Geschlecht nicht nur als zweipolig betrachten sollten. Alok liefert darin Hintergrundwissen zum kulturellen Verständnis von Binarität, welches von einem Machtsystem aufrechterhalten wird, Konflikte schafft und Kreativität einschränkt. Viele von Aloks Veröffentlichungen und Performances zielen darauf ab, dass Menschen ihre Grundannahmen zu Geschlecht hinterfragen und über die Binarität von Geschlecht hinaus denken und sehen können.

### Modedesign

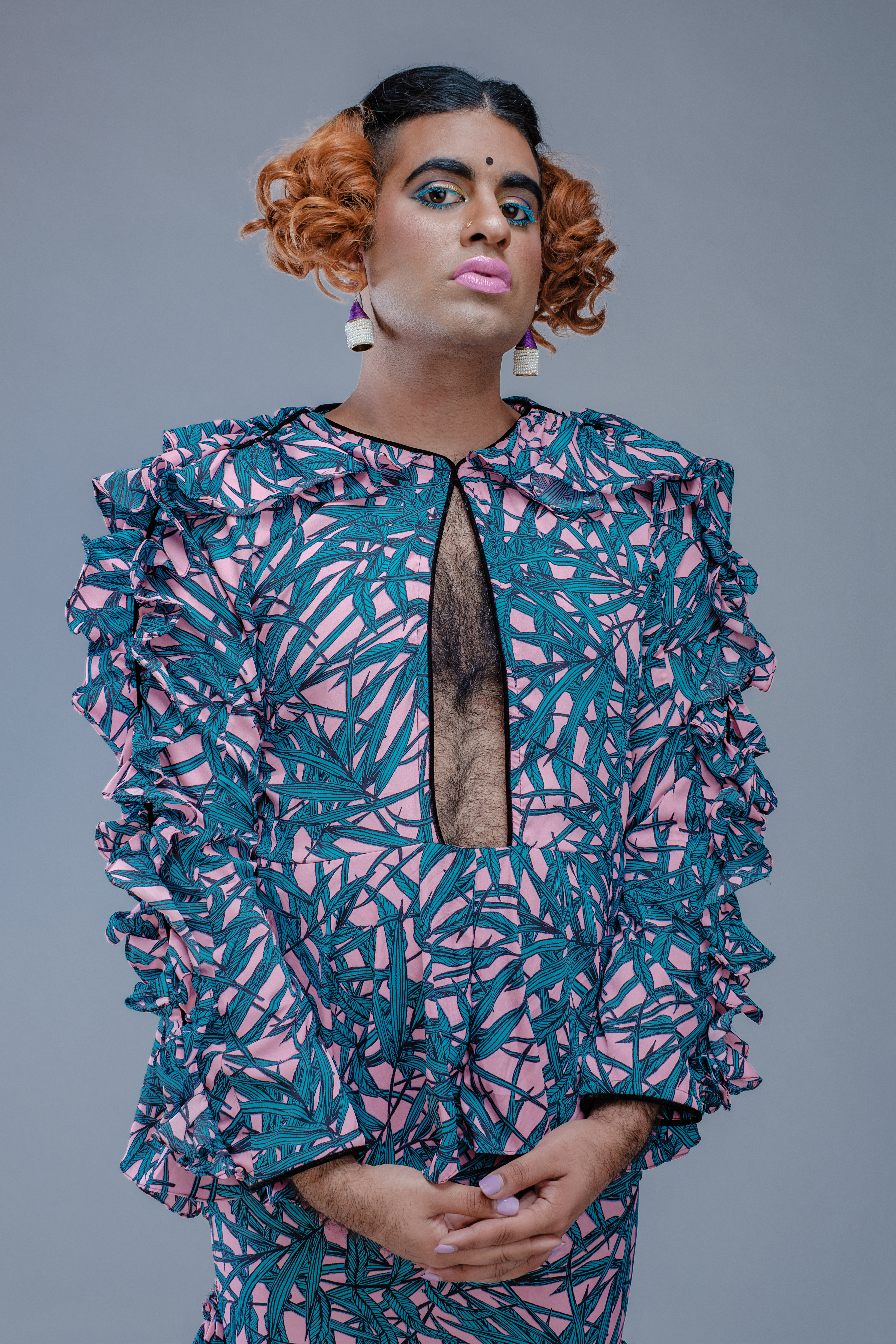
Aloks eigene Modekollektion them (2018)

Alok hat drei geschlechtsneutrale Mode-Kollektionen herausgebracht, welche für ihre fröhlichen Farben und die neutrale Verwendung von Röcken und Kleidern bekannt sind. Auch wenn Alok der Meinung ist, Mode sollte immer geschlechtsneutral sein bzw. wäre dies im Grunde, nennt Alok die eigenen Kollektionen nach wie vor „geschlechtsneutral“, um auf eben diesen Fakt aufmerksam zu machen. Für Alok sind die eigenen Modekreationen ein Beispiel dafür, was Alok tragen würde, müssten Transpersonen allgemein und Alok persönlich keine Angst vor Diskriminierung und Gewalt haben. Aloks Modedesigns sind einerseits eine Materialisierung der eigenen Gedanken und Erfahrungen, aber auch eine Herausforderung für übliche Vorstellungen von „natürlicher“ vs. „künstlicher“ Ästhetik.
In einem Interview mit der Zeitung Business of Fashion bekräftigte Alok, dass Schönheits- und Modeindustrie ein „degendering“ brauchen, also eine weniger geschlechtliche Betrachtungsweise notwendig ist. Alok prägte hierfür den Hashtag #degenderfashion.

### Model-Tätigkeit
Alok lief auch selbst als Model in Modeschauen verschiedenster Marken z. B. auf der New York Fashion Week für Opening Ceremony, Studio 189, und Chromat. Außerdem modelte Alok auch für Harry’s und Polaroid Eyewear. Alok wurde als Model für VOGUE, Vogue Italia, BUST Magazine, Wussy Magazine, und Paper Magazine abgelichtet.

## Werke (Auswahl)
- 2017: Femme in Public[39]
- 2019: Entertainment Value in Unwatchable (Rutgers University Press)[40]
- 2020: Beyond The Gender Binary[41]
- 2021: Your Wound/My Garden[42]

## Live Performances (Auswahl)
- 2014: Queer New York International Arts Festival
- 2015: Lincoln Center La Casita Festival
- 2015, 2016: Public Theater Under the Radar Festival Festival
- 2017: Centrale Fies Drodesera Festival
- 2017: Naked Heart Festival Toronto
- 2018: Keynote Performance - Transgender Europe Conference, Antwerp
- 2018: Keynote Performance - Gender Unbound Festival Austin
- 2019: Spoken Fest Mumbai
- 2019: Keynote Performance—OUTShine EGALE Conference Fredericton, New Brunswick

## Medien-Auftritte (Auswahl; TV, Film und Podcast)
- Refinery 29 „Love Me“ (2016)
- „The Trans List“ (HBO, 2016)
- „Random Acts of Flyness“ (HBO, 2018)[43]
- „Gender Diversity & Identity In Queertopia“ (Backlight National Dutch Documentary, 2019)
- „What I Wish You Knew: Mental Health Roundtable“ (Netflix, 2020)
- „A Little Late with Lilly Singh“ (NBC, Season 2, Episode 16, 2021)
- „ALOK: The Urgent Need for Compassion“ (The Man Enough Podcast mit Justin Baldoni, Liz Plank und Jamey Heath, 2021)[44]
- „Können wir Binarität überwinden?“ (Staffel 1, Folge 3 von „Getting Curious“ mit Jonathan van Ness, Netflix 2022)[45]

## Preise und Auszeichnungen (Auswahl)
- 2017: Live Works Performance Act Award[46]
- 2018: Vogue: 9 Trans + Gender Non-Conforming Writers You Should Know[47]
- 2018: LogoTV Pride 30
- 2019: NBC Pride 50 alongside James Baldwin and Audre Lorde[48]
- 2019: Out Magazine 100[49]